# Tucker: l'home i el seu somni
Tucker: l'home i el seu somni (títol original: Tucker: The Man and His Dream) és una pel·lícula estatunidenca dirigida per Francis Ford Coppola, estrenada el 1988. Ha estat doblada al català.

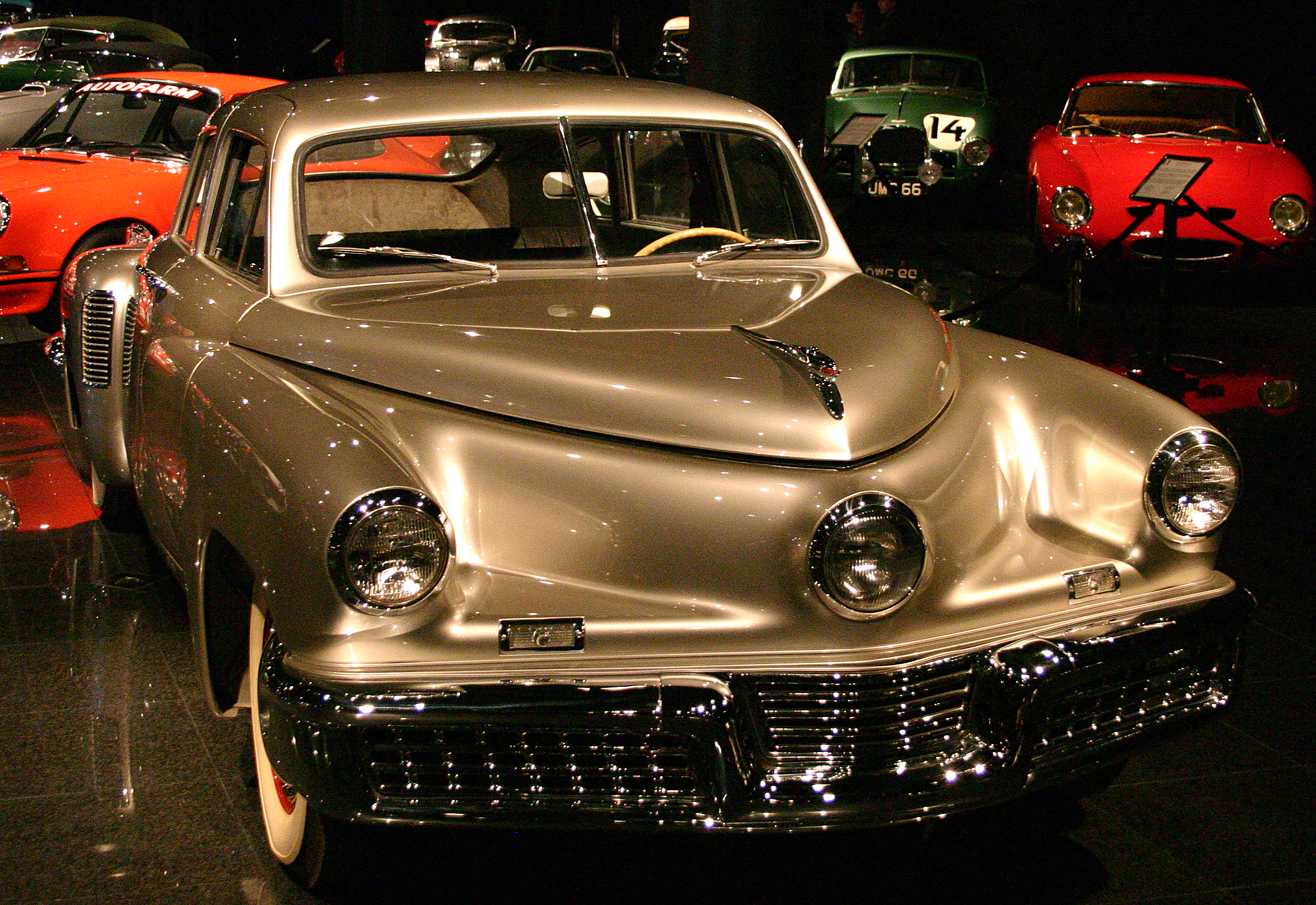
Tucker '48

## Argument
El 1948, el jove enginyer estatunidenc Preston Tucker concep un automòbil revolucionari que bateja amb el seu nom. L'èxit previsible posa en marxa un contraatac immediat dels tres grans constructors, General Motors, Chrysler i Ford, per matar el projecte en el seu inici. Però Tucker és decidit a no deixar-se impressionar i a realitzar el seu somni: ha de realitzar absolutament cinquanta exemplars del seu cotxe perquè aquest existeix de fet.

## Comentari
Amb un tema de Frank Capra, Coppola realitza potser una de les seves pel·lícules més boniques. Posa en el personatge de Tucker una forta marca autobiogràfica, s'hi identifica, Ell mateix havia somiat conquerir Hollywood al cap del seu estudi American Zoetrope. El seu amic George Lucas, enamorat dels cotxes, va fer de coguionista i va produir el projecte.

## Repartiment
- Jeff Bridges: Preston Thomas Tucker
- Joan Allen: Vera Tucker (Fuqua)
- Martin Landau: Abe Karatz / la veu de Walter Winchell a la radio
- Frederic Forrest: Eddie Dean
- Mako Iwamatsu: Jimmy Sakuyama
- Elias Koteas: Alex Tremulis
- Christian Slater: Junior Tucker
- Nina Siemaszko: Marilyn Lee Tucker
- Anders Johnson: Johnny Tucker
- Corin Nemec: Noble
- Marshall Bell: Frank
- Jay O. Sanders: Kirby, l'advocat de Tucker
- Peter Donat: Kerner, el procurador
- Dean Goodman: Bennington / la veu de Drew Pearson
- John X. Heart: L'agent de Ferguson

## Al voltant de la pel·lícula
- George Lucas i Francis Ford Coppola posseeixen cadascú d'ells 51 cotxes Tucker.

## Premis

### Premis
- BAFTA a la millor direcció artística 1989
- Globus d'Or al millor actor secundari per Martin Landau 1989

### Nominacions
- Oscar al millor actor secundari per Martin Landau
- Oscar a la millor direcció artística per Dean Tavoularis i Armin Ganz
- Oscar al millor vestuari per Milena Canonero
- Millor Banda original als Premis Grammy.